# The Count of Monte Cristo (film, 1908)
Pour plus de détails, voir Fiche technique et Distribution.
The Count of Monte Cristo est un film muet américain réalisé par Francis Boggs et Thomas Persons et sorti en 1908. Produit par William Selig, c'est un des premiers films tournés (en partie) à Hollywood.

## Synopsis
Adaptation du roman d'Alexandre Dumas, Le Comte de Monte Cristo paru en 1844.

## Fiche technique
- Titre : The Count of Monte Cristo
- Réalisation : Francis Boggs, Thomas Persons
- Scénario : d'après le roman d'Alexandre Dumas
- Photographie : Thomas Persons
- Producteur : William Selig
- Société de production : Selig Polyscope Company
- Pays d'origine :  États-Unis
- Genre : Film dramatique, Film d'action
- Date de sortie : États-Unis : 15 février 1908

## Distribution
- Hobart Bosworth : Edmond Dantès
- Francis Boggs

## Autour du film
Les scènes d'intérieur furent réalisées à Chicago. Des scènes d'extérieur furent tournées en Californie (Los Angeles, Laguna Beach).
Il s'agit du premier film tourné à Hollywood.